# Delias nieuwenhuisi
Delias nieuwenhuisi é uma borboleta da família Pieridae. Foi descrita por Henricus Jacobus Gerardus van Mastrigt em 1990. É endémica da Nova Guiné.
A envergadura é de cerca de 38 milímetros. Os adultos são semelhantes às Delias leucias, contudo têm algumas distinções.

## Subespécies
- Delias nieuwenhuisi nieuwenhuisi (Telefomin, Papua Nova Guiné)
- Delias nieuwenhuisi nariz van Mastrigt, 2003 (Província de Enga, Papua Nova Guiné)
- Delias nieuwenhuisi poponga van Mastrigt, 1990 (Montanhas das Estrelas, Oeste de Irian)